# Encarsia moffsi
Encarsia moffsi är en stekelart som beskrevs av Hulden 1986. Encarsia moffsi ingår i släktet Encarsia och familjen växtlussteklar.
Artens utbredningsområde är:
- Finland.
- Sverige.

Arten är reproducerande i Sverige. Inga underarter finns listade i Catalogue of Life.